# Evangelische Kirche Lauterbach

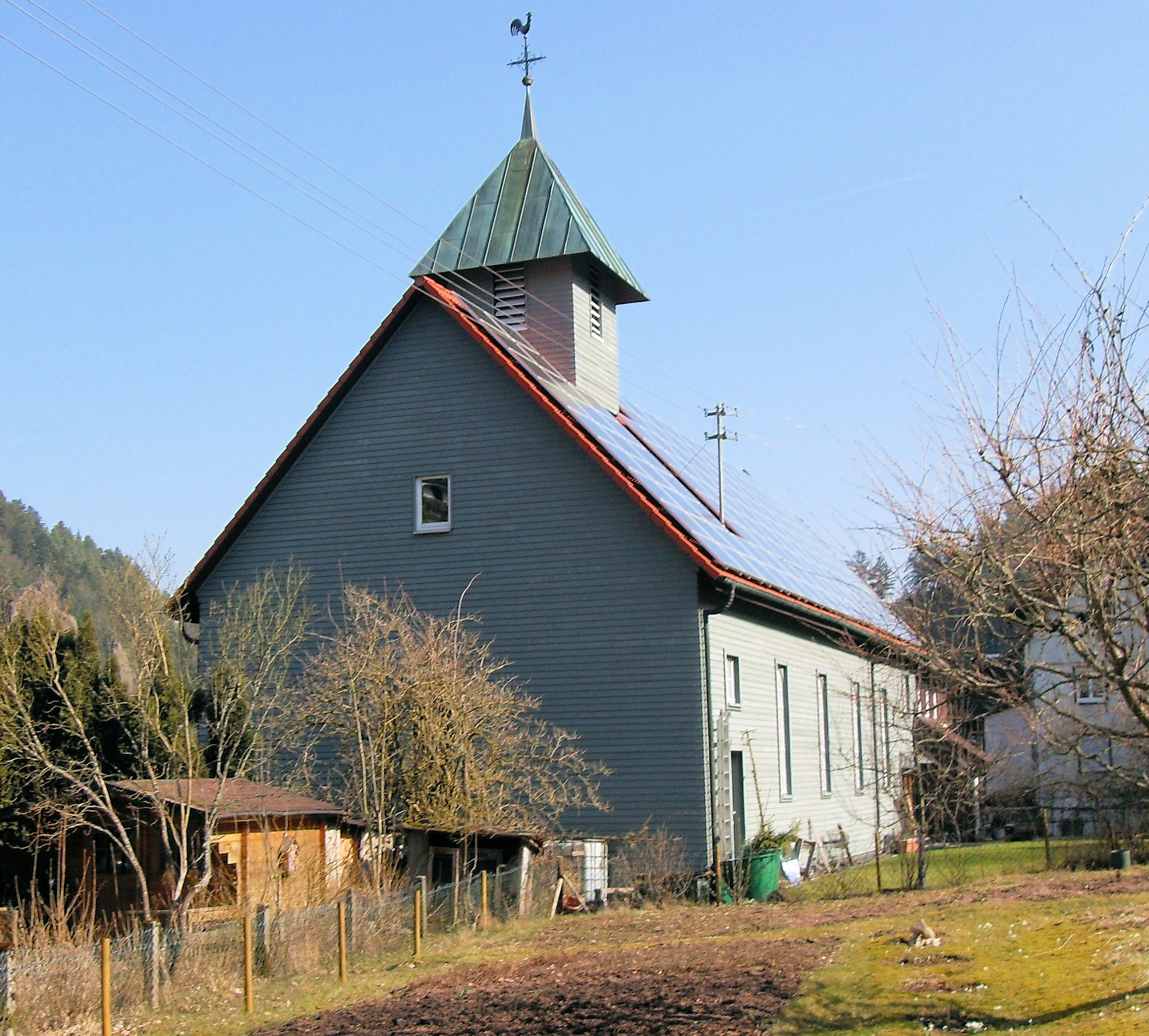
Evangelische Kirche Lauterbach

Die Evangelische Kirche Lauterbach befindet sich an der Fohrenbühlstraße in Lauterbach im Schwarzwald und wurde 1948 und 1949 erbaut. Die Kirche ist eines der Zentren der Evangelischen Kirchengemeinde Schramberg und Lauterbach (Landkreis Rottweil), welche zum Kirchenbezirk Rottweil der Evangelischen Landeskirche in Württemberg gehört.

## Geschichte
Ab 1904 wurde der erste evangelische Gottesdienst in Lauterbach gefeiert. Die Gemeinde versammelte sich in einem angemieteten Saal des Hotels Waldeck. Im Jahr 1938 war eine von dem Architekten Werner Klatte entworfene evangelische Kirche genehmigt, aber nicht gebaut worden. 1948 wurden Pläne für eine Kirche mit Pfarrhaus zur Genehmigung eingereicht und dann auch verwirklicht. Am 1. Advent 1949 weihte Pfarrer Theophil Elwert die Kirche mit Pfarrhaus in der Fohrenbühlstraße ein.
Von der Evangelischen Stadtkirche Schramberg wurden ihr drei Stahl-Glocken des Bochumer Vereins geschenkt. An das Kirchenschiff ist direkt das Pfarrhaus angebaut.2008 erhielt die Gemeinde für ihre Kirche den „Grünen Gockel“, die Auszeichnung der Landeskirche für umweltgerechten Betrieb. 2012 wurde auf dem Kirchendach in Zusammenarbeit mit der Bürgerenergie Schwarzwald e. G. eine Photovoltaikanlage mit einer Nennleistung von 24,18 kWp installiert.

## Kirchengemeinde
In dem überwiegend katholischen Ort gehören gut 400 Menschen zur evangelischen Kirchengemeinde. Mit dem Bau der Kirche und des Pfarrhauses wurde ein fester Ortspfarrer in Lauterbach eingeführt. Bis zum Zweiten Weltkrieg existierten zwei Grundschulen: eine evangelische und eine katholische auf demselben Gelände mit getrennten Schulhöfen. 1972 wurde Lauterbach Teil der Gesamtkirchengemeinde Schramberg-Lauterbach.